# Coloração auramina fenol
Coloração auramina fenol, abreviada na literatura como coloração AP (coloração AP (do inglês auramine phenol) é uma técnica de coloração usada em microbiologia e histologia clínica para identificar  micobactéria da tuberculose.
Existem dois tipos de colorações auramina fenol, 1 e 2 para colorir espécies de micobactérias e Cryptosporidium, respectivamente. Ambas são colorações fluorescentes. As bactérias ou os parasitas aparecem em amarelo brilhante esverdeado contra fundo escuro. Os ácidos micólicos das micobactérias mantêm esta coloração ao serem descoloridos com o álcool ácido. O método é mais rápido e sensível do que a técnica ZN.

## Método
- Os esfregaços são preparados da mesma forma que para a coloração ZN
- Corar com auramina-fenol por 20 mins
- Enxaguar com água
- Decolorar em álcool ácido
- Enxaguar com água
- Coloração de contraste com permanganato de potássio em solução aquosa 0,1% por 30 segundos
- Enxague e seque ao ar[3]